# Refugio de fauna de Cuare

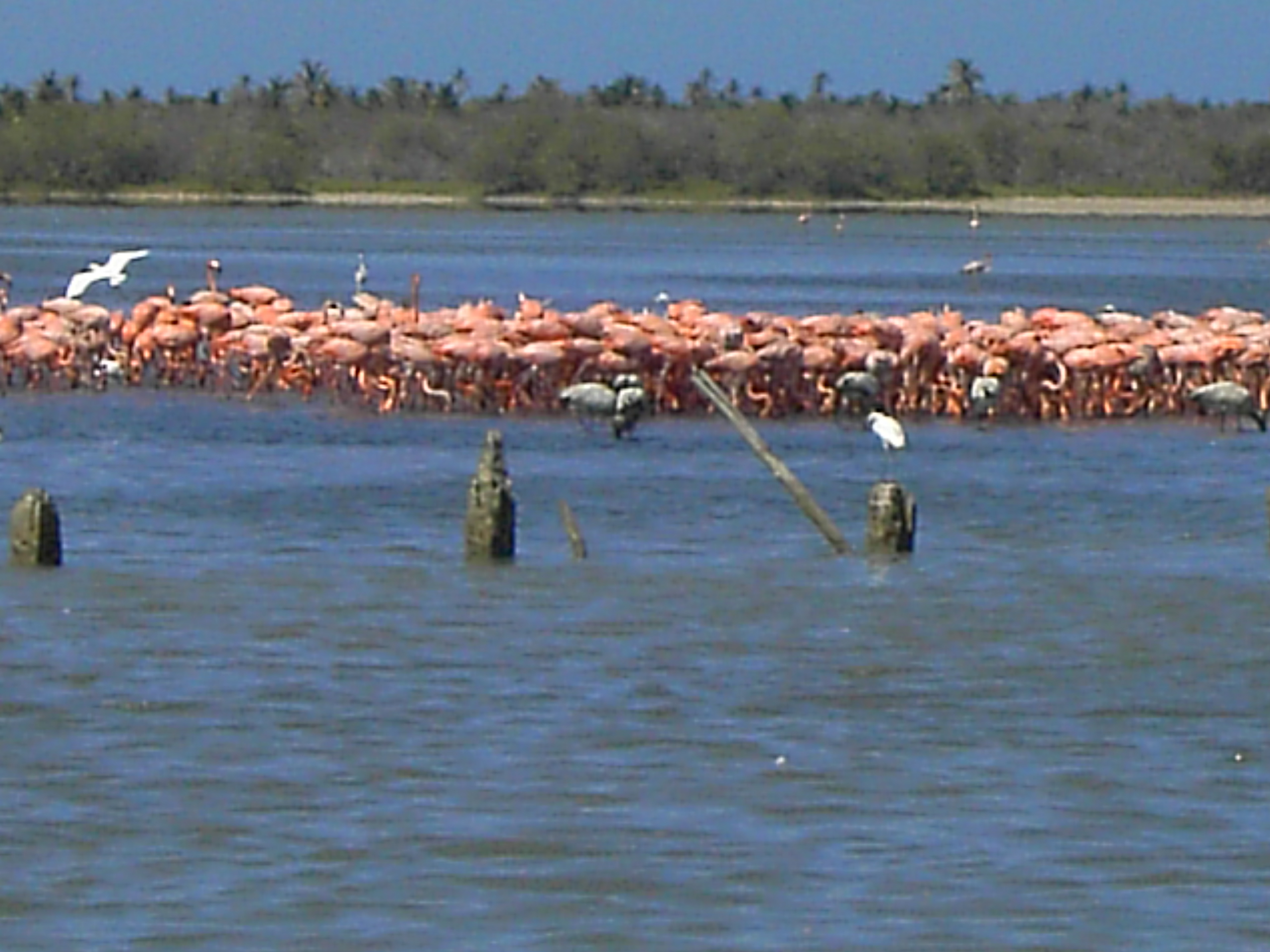
Flamencos en el refugio de fauna de Cuare.

El Refugio de fauna silvestre de Cuare es un área bajo régimen de administración especial ubicada en el municipio Monseñor Iturriza del estado Falcón en Venezuela, alberga cerca de trescientas especies de aves, además de reptiles y mamíferos en peligro de extinción. Constituye una de las principales zonas de humedales de Latinoamérica. Decretado como un refugio de fauna en el año 1972 según decreto presidencial n.º 991. Abarca una extensión de 11 825 hectáreas, conformada por sectores bien definidos como:

## Islas o cayos
Localizados frente a las costas de San Juan de los Cayos (Cayo Abajo y Cayo San Juan) y frente a las costas de Tucacas (Cayo Norte y Cayo Sur).

## Cerro Chichiriviche
Formado por una densa vegetación de matorrales y selva de tipo tropófilo, este sector se extiende a lo largo del margen meridional del Golfete de Cuare. Por su vegetación es de gran importancia, ya que sirve de hábitat a especies de fauna nativa.

## Salinas o albuferas de Chichiriviche
Son llanuras abiertas al flujo y al reflujo de las mareas y a la retención de aguas de lluvias. Presentan períodos de inundación y desecación extrema,  lo cual ejerce una poderosa influencia sobre la avifauna acuática. Allí se encuentra representado el 75% de las familias de aves acuáticas de Venezuela.

## Golfete de Cuare
En él desemboca una red de caños que drenan aguas de lluvia y determinan las inundaciones de las albuferas. Es área de desove y cría de diversas especies y asiento de unas rica fauna de invertebrados, que son fuente de alimentación para una gran variedad de aves acuáticas. Sus manglares son albergue nocturno de especies de aves. Esta zona del refugio es conocida como "Sitio Ramsar", lo cual le da una gran importancia nacional e internacional, por ser área de procreación de numerosas especies de avifauna e ictiofauna.